# Medinilla salicina
Medinilla salicina är en tvåhjärtbladig växtart som beskrevs av Jisaburo Ohwi och Regalado. Medinilla salicina ingår i släktet Medinilla och familjen Melastomataceae. Inga underarter finns listade i Catalogue of Life.